# Isohypsibius jingshanensis
Espèce
Isohypsibius jingshanensis est une espèce de tardigrades de la famille des Isohypsibiidae.

## Distribution
Cette espèce est endémique du Hubei en Chine. Elle se rencontre dans le xian de Jingshan.

## Étymologie
Son nom d'espèce, composé de jingshan et du suffixe latin -ensis, « qui vit dans, qui habite », lui a été donné en référence au lieu de sa découverte, le xian de Jingshan.

## Publication originale
- Yang, 2003 : Two new species and three new records of the Tardigrada (Heterotardigrada, Echiniscidae; Eutardigrada, Milnesiidae, Macrobiotidae, Hypsibiidae). Acta Zootaxonomica Sinica, vol. 28, no 2, p. 235-240).